# 刑事が一匹…
『刑事が一匹…』（デカがいっぴき）は、きたがわ翔による日本の漫画作品。『週刊モーニング』（講談社）に掲載されていた。

## 概要
周辺の警察官がサラリーマン化する中で、無法者扱いをされつつも被疑者逮捕への執念を燃やす刑事（デカ）がいた。別件逮捕、捜査怠慢、不祥事隠蔽、冤罪、裏金作り、暴力団との癒着など警察の問題を取り上げている。

## ストーリー
別件逮捕
公園内で一人の女性の殺人死体が発見された。容疑者として浮上した平凡なサラリーマンを飲み屋のツケの滞納を理由に詐欺罪で別件逮捕。証拠がほとんどない中、殺人罪での容疑を固めるべく、容疑者を追い詰める……
牙の女王
高円寺は迷宮入りしかけている老人殺人事件を捜査していた。一方で、食料工場に勤務していた女性は勤務先の女性からストーカー行為を受けていた。一見無関係な二つの事件は実は密接な関係になった。
裏金を生む英雄
高円寺はかつての先輩である刑事が自作自演で拳銃を押収する一方で暴力団の拳銃密輸ルートをサポートしている疑惑を解明するため、ヤクザを装って暴力団への潜入捜査を行う。
冬のキリギリス
元気が空回りで思い込みも激しい28歳のプータローが通りかかった公園での殺人事件で警察に参考人として呼ばれたり、就職先でソリが合わなかったりとで葛藤する。そんな中、プータローは高円寺に出会う……
赤い記憶
高円寺が追っていた殺人犯が電車のホームに身を投げたが、中年男性が電車に撥ねられて死亡になるも、ホームに落ちた殺人犯を助けた。2年後、中年男性の娘は女子中学生から女子高生になっていたが、父に対して複雑な感情を胸に抱いていた。女子高生の父親が夜な夜なホテル街を知らない女性と親しげに歩いていたこと、父親はそれを娘に知られ家族を裏切ったことの贖罪としてホームに落ちた人を助ける一方で電車に撥ねられるまま自殺したこと、父親の不倫相手が高校で知り合った同級生であったことに…

## 登場人物
高円寺大樹
美鳥県警中王署刑事。強引な捜査を行う一匹狼タイプの刑事（デカ）。
三鷹純
美鳥県警中王署刑事。警察官をサラリーマンと考えている。同棲中の彼女はヤクザの組長の娘。
大月信輝
美鳥県警中央署の署長。鹿児島県立花菱館高校卒業後東京大学法学部を目指すが、三浪の末に挫折して早稲田大学法学部に入学。国家公務員1種を目指すがまたまた挫折し、国家公務員2種で警察庁に採用される。いわゆる準キャリア。好きな花言葉:公にはリンドウ（正義、満ちた自身）、実はハナビシソウ（私の希望を入れて下さい）。実は45歳。
高崎仁
美鳥県警本部長。大月信輝を中央署の署長からクビにする。
今中浩介
冬のキリギリス編の主役。28歳。就職活動に苦戦するフリーター。アクセサリーの販売会社に就職するも、そこがブラック企業であることに気づき、迷走する。
霧間早希
赤い記憶編の主役。2年前に電車事故で父親を亡くし、心の傷が癒えないままでいる。成績優秀で学年2位。弓道部。
押井先輩
霧間早希が通う高校の弓道部の先輩。眼鏡をかけたイケメンだが、盗撮が趣味。
岡崎先生
霧間早希が通う高校の教師。専攻は古文。電車の痴漢行為で懲戒免職になったあと、ヤケクソになって霧間早希をレイプしようとする。